# Puerta de la Ilustración

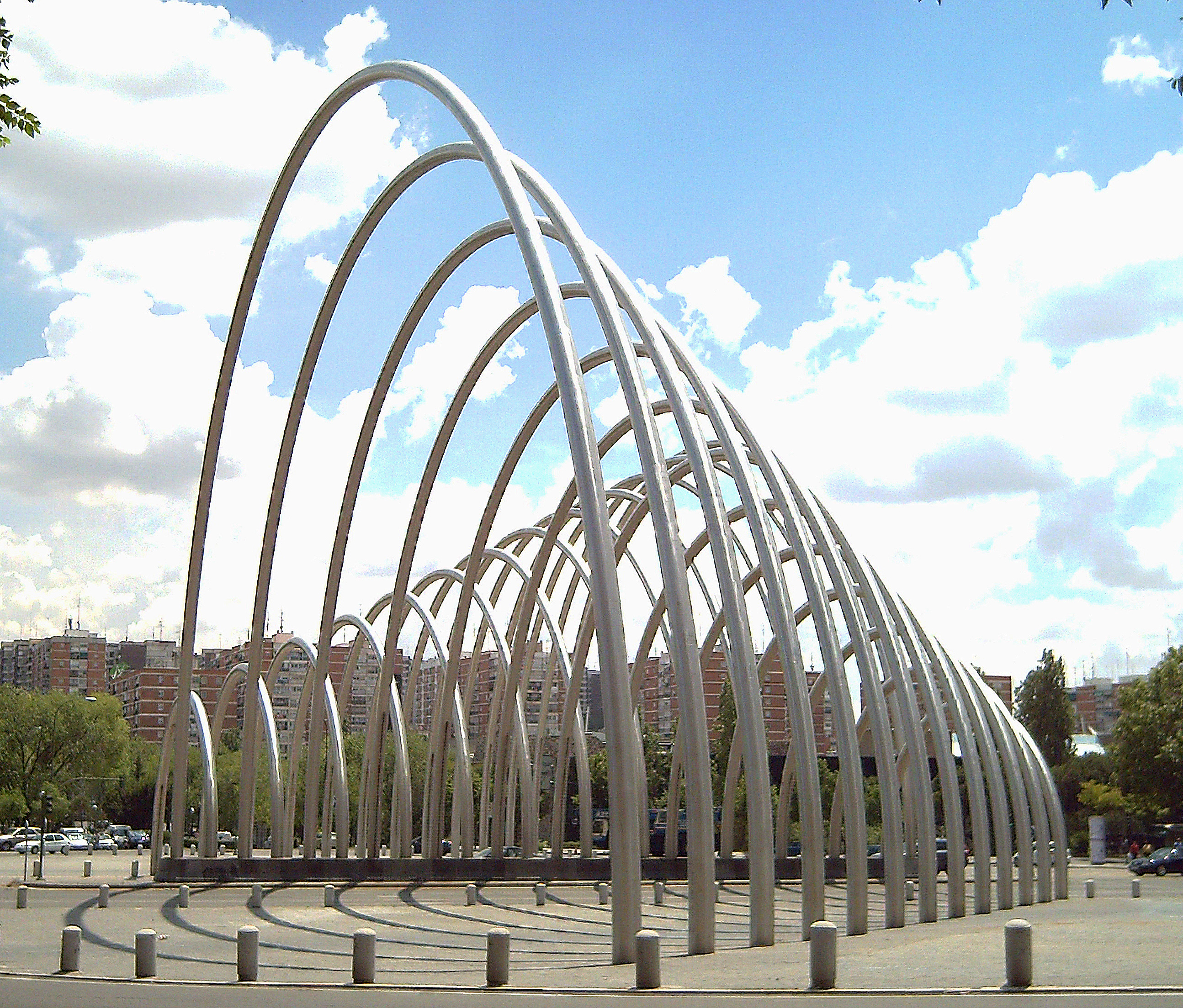

Puerta de la Ilustración, Brama Oświecenia - konstrukcja ze stali nierdzewnej w Madrycie przy ulicy Avenida de la Ilustración. Autorem jest Andreu Alfaro.